# Кошеве (Гур'євський міський округ)
Кошеве (рос. Кошевое) — селище Гур'євського міського округу Калінінградської області Росії. Входить до складу Низовського сільського поселення. Населення — 29 осіб (2015 рік).

## Населення
| 2002 | 2010 |
| ---- | ---- |
| 23   | ↗29  |